# 常夏エンドレス
「常夏エンドレス」（とこなつエンドレス）は、日本のバンド、FLOWの楽曲で、メジャー26枚目（通算30枚目）のシングル。2013年9月4日にKi/oon Musicから発売。
キャッチコピーは『デビュー11周年イヤーの新たな門出 “終わらせない夏のウタ”』。

## 概要
前作からおよそ5ヶ月半ぶりのリリース。表題曲は、「夏」をテーマとした曲であるが、あえて9月にリリースすることで「夏を終わらせない」という意味が込められている。
CD+DVDの初回生産限定盤(KSCL-2293〜KSCL-2294)と、CDのみの通常盤(KSCL-2295)の2形態でリリース。双方ではジャケットデザインが異なり、初回盤にはメンバーの写真が用いられている。
今作の発売記念として、発売日の9月4日に『ニコニコ生放送』に出演した。

## 収録内容

### CD
1. 常夏エンドレス [4:11]
作詞:Kohshi Asakawa　作曲:Takeshi Asakawa　編曲:Tomo.、FLOW
  - フジテレビ系『ウチくる!?』2013年8 - 9月度エンディングテーマ[6]
  - 楽曲としては、1980年代のポップ・ミュージックをオマージュしたダンスナンバーとなっている[8]。
  - ミュージック・ビデオには、ボーイズシンクロエンタテインメントチームのiNDIGO BLUEが出演している[9]。
2. 糸偏 -いとへん- [3:37]
作詞:Kohshi Asakawa　作曲:Takeshi Asakawa　編曲:FLOW
  - 同年4月12日 - 9月7日開催の、全国47都道府県ツアー『ツアー THE MAX!!!』を通しての想いが込められている[6]。
3. FTM 〜Theme Of Grand Final〜 [2:48]
作曲:Takeshi Asakawa　編曲:FLOW　
  - 『ツアー THE MAX!!!』の、9月7日開催の最終公演に向けてのインスト曲[6]。
4. 常夏エンドレス -Instrumental-
5. 糸偏 -いとへん- -Instrumental-

### 初回盤付属DVD
1. 常夏エンドレス（Music Video -Live Ver-）
  - 「ツアー THE MAX!!!」の7月2日の東京での公演「恵比寿リキッドルーム -10th Anniversary day-」で撮影された映像を用いたミュージック・ビデオ[10]。
2. 「TALK THE MAX!!!」
  - 上記のライブ終了直後に収録された、アニバーサリートークの映像[11]。